# Operation Lone Star
Operation Lone Star är ett gemensamt uppdrag mellan Texas Department of Public Safety och Texas Military Department längs den södra gränsen mellan Texas och Mexiko. När projektet sjösattes i mars 2021 var det uttalade syftet enligt Texas guvernör Greg Abbott är att motverka illegal invandring och illegal droghandel.  Insatsen har involverat så många som 10 000 militärer och resulterat i cirka 160 000 gripanden. Det är ett distinkt statligt ledd initiativ skilt från andra federala styrkor som verkar till stöd för ett liknande uppdrag i området.
Texas Department of Public Safety menar att det ökade inflödet av migranter högst sannolikt beror på regeringsskiftet som ägde rum i januari 2021, och att USA:s president Joe Biden bär ansvaret för den kritiska situationen.